# 비스와나탄 아난드

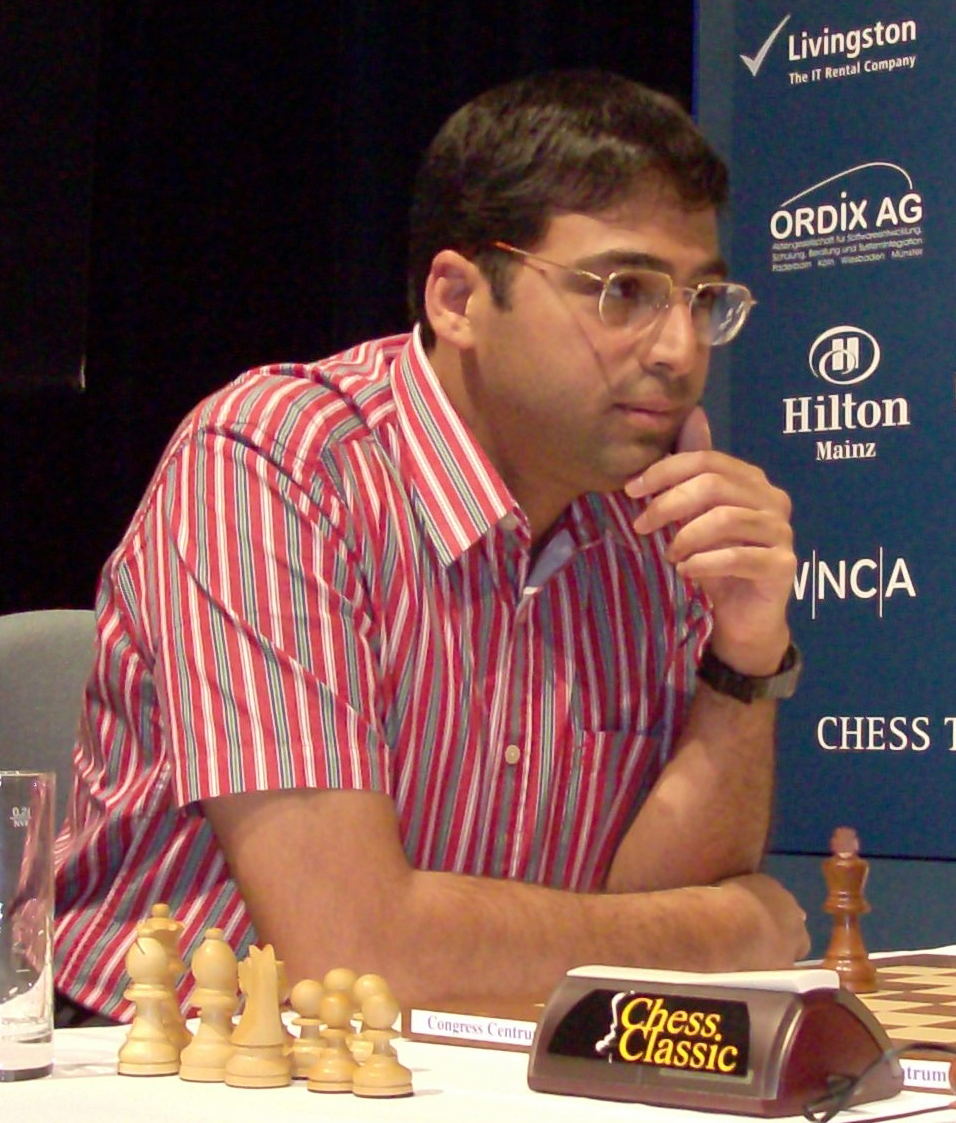
비스와나단 아난드

비스와나단 아난드(타밀어: விஸ்வநாதன் ஆனந்த், 1969년 12월 11일 ~ )는 인도의 체스 선수이다.

## 내력
15세 때 국제 마스터가 되었고, 이듬해 인도 챔피언이 되고, 다음 해에는 세계 주니어 챔피언이 된 후 18세에 국내 최초의 그랜드 마스터가 되었다.
PCA의 세계 선수권 대회 예선에서 마이클 아담스 등을 연파 한 비스와나단은 1995년에 세계 무역 센터에서 챔피언 가리 카스파로프에 도전 경기를 행하고, 한때 리드를 하지만 7.5-10.5에서 패배했다.
2000년 세계 체스 연맹 (FIDE)의 새로운 녹아웃 방식의 대회에서 이란의 테헤란에서 열린 대회 결승에서 알렉세이 시로프를 깨고 FIDE 세계 챔피언이 되었다.
2003년 10월에는 FIDE의 쾌속 세계 선수권 대회 참가하여 결승에서 블라디미르 크람니크를 꺾고 우승했다.
2005년에는 FIDE 세계 선수권 대회에 출전하여 동률 2위에 그쳤다.
2007년 멕시코시티에서 개최된 FIDE 세계 선수권 대회에 출전 단독 우승을 이루어 다시 세계 챔피언이되었다.
2013년 망누스 칼센에게 세계 챔피언 자리를 내주었다.